# Wahlkreis Almond Valley
| Almond Valley           |
| ----------------------- |
| Almond Valley · Lothian |
| Gebildet                |
| 2011                    |
| Abgeordnete             |
| Angela Constance (SNP)  |
| Regionen                |
| West Lothian            |

Almond Valley ist ein Wahlkreis für das Schottische Parlament. Er wurde 2011 im Zuge der Revision der Wahlkreisgrenzen als einer von neun Wahlkreisen der Wahlregion Lothian eingeführt. Das Gebiet von Almond Valley umfasst weite Teile des vormaligen Wahlkreises Livingston. Es umfasst die westlichen Gebiete der Council Area West Lothian mit der Stadt Livingston. Der Wahlkreis entsendet einen Abgeordneten.
Der Wahlkreis erstreckt sich über eine Fläche von 212,9 km2. 2022 lebten insgesamt 87.246 Personen innerhalb seiner Grenzen.

## Wahlergebnisse

### Parlamentswahl 2011
| Ergebnisse der Parlamentswahl 2011 | Ergebnisse der Parlamentswahl 2011 | Ergebnisse der Parlamentswahl 2011 | Ergebnisse der Parlamentswahl 2011 |
| Partei                             | Kandidat                           | Stimmen                            | %                                  |
| ---------------------------------- | ---------------------------------- | ---------------------------------- | ---------------------------------- |
| SNP                                | Angela Constance                   | 16.704                             | 54,3                               |
| Labour                             | Lawrence Fitzpatrick               | 11.162                             | 36,3                               |
| Conservative                       | Andrew Hardie                      | 1886                               | 6,3                                |
| Liberal Democrats                  | Emma Sykes                         | 656                                | 2,1                                |
| National Front                     | Neil McIvor                        | 329                                | 1,1                                |
| Wahlbeteiligung: 30.737 (51,32 %)  |                                    |                                    |                                    |

### Parlamentswahl 2016
| Ergebnisse der Parlamentswahl 2016 | Ergebnisse der Parlamentswahl 2016 | Ergebnisse der Parlamentswahl 2016 | Ergebnisse der Parlamentswahl 2016 | Ergebnisse der Parlamentswahl 2016 |
| ! Partei                           | Kandidat                           | Stimmen                            | %                                  | ±                                  |
| ---------------------------------- | ---------------------------------- | ---------------------------------- | ---------------------------------- | ---------------------------------- |
| SNP                                | Angela Constance                   | 18.475                             | 53,0                               | −1,4                               |
| Labour                             | Neil Findlay                       | 10.082                             | 28,9                               | −7,4                               |
| Conservative                       | Stephanie Smith                    | 5.308                              | 15,2                               | +9,1                               |
| Liberal Democrats                  | Charles Dundas                     | 1.007                              | 2,9                                | +0,8                               |
| Wahlbeteiligung: (53,7 %)          |                                    |                                    |                                    |                                    |

### Parlamentswahl 2021
| Ergebnisse der Parlamentswahl 2021 | Ergebnisse der Parlamentswahl 2021 | Ergebnisse der Parlamentswahl 2021 | Ergebnisse der Parlamentswahl 2021 | Ergebnisse der Parlamentswahl 2021 |
| Partei                             | Kandidat                           | Stimmen                            | %                                  | ±                                  |
| ---------------------------------- | ---------------------------------- | ---------------------------------- | ---------------------------------- | ---------------------------------- |
| SNP                                | Angela Constance                   | 22.675                             | 54,3                               | +1,3                               |
| Labour                             | Craig Smith                        | 10.525                             | 25,2                               | −3,7                               |
| Conservative                       | Damian Doran-Timson                | 6.952                              | 16,6                               | +1,4                               |
| Liberal Democrats                  | Caron Lindsay                      | 1.601                              | 3,8                                | +0,9                               |
| Wahlbeteiligung: 61 %              |                                    |                                    |                                    |                                    |